# 不吹町
不吹町（ふぶきちょう）は、愛知県岡崎市の町名である。岡崎地区に位置する。丁番を持たない単独町名であり、小字は設置されていない。

## 地理
岡崎市の南部に位置する。11個の番地がある。

### 番地
- 1
- 2
- 3
- 4
- 6
- 8
- 10
- 11
- 12
- 13
- 14

## 世帯数と人口
2019年（令和元年）5月1日現在の世帯数と人口は以下の通りである。
| 町丁   | 世帯数  | 人口  |
| ------ | ------- | ----- |
| 不吹町 | 378世帯 | 913人 |

### 人口の変遷
国勢調査による人口の推移
| 1995年（平成7年）  | 807人 | [ 6 ]  |  |
| 2000年（平成12年） | 829人 | [ 7 ]  |  |
| 2005年（平成17年） | 898人 | [ 8 ]  |  |
| 2010年（平成22年） | 964人 | [ 9 ]  |  |
| 2015年（平成27年） | 917人 | [ 10 ] |  |

## 小・中学校の学区
市立小・中学校に通う場合、学区は以下の通りとなる。
| 番・番地等 | 小学校               | 中学校           |
| ---------- | -------------------- | ---------------- |
| 全域       | 岡崎市立小豆坂小学校 | 岡崎市立南中学校 |

## 歴史
額田郡羽根村の一部を前身とする。岡崎市に合併後、羽根町から分離。

### 沿革
1988年（昭和63年）4月1日 - 大西町字不吹が不吹町となった。

### 史跡

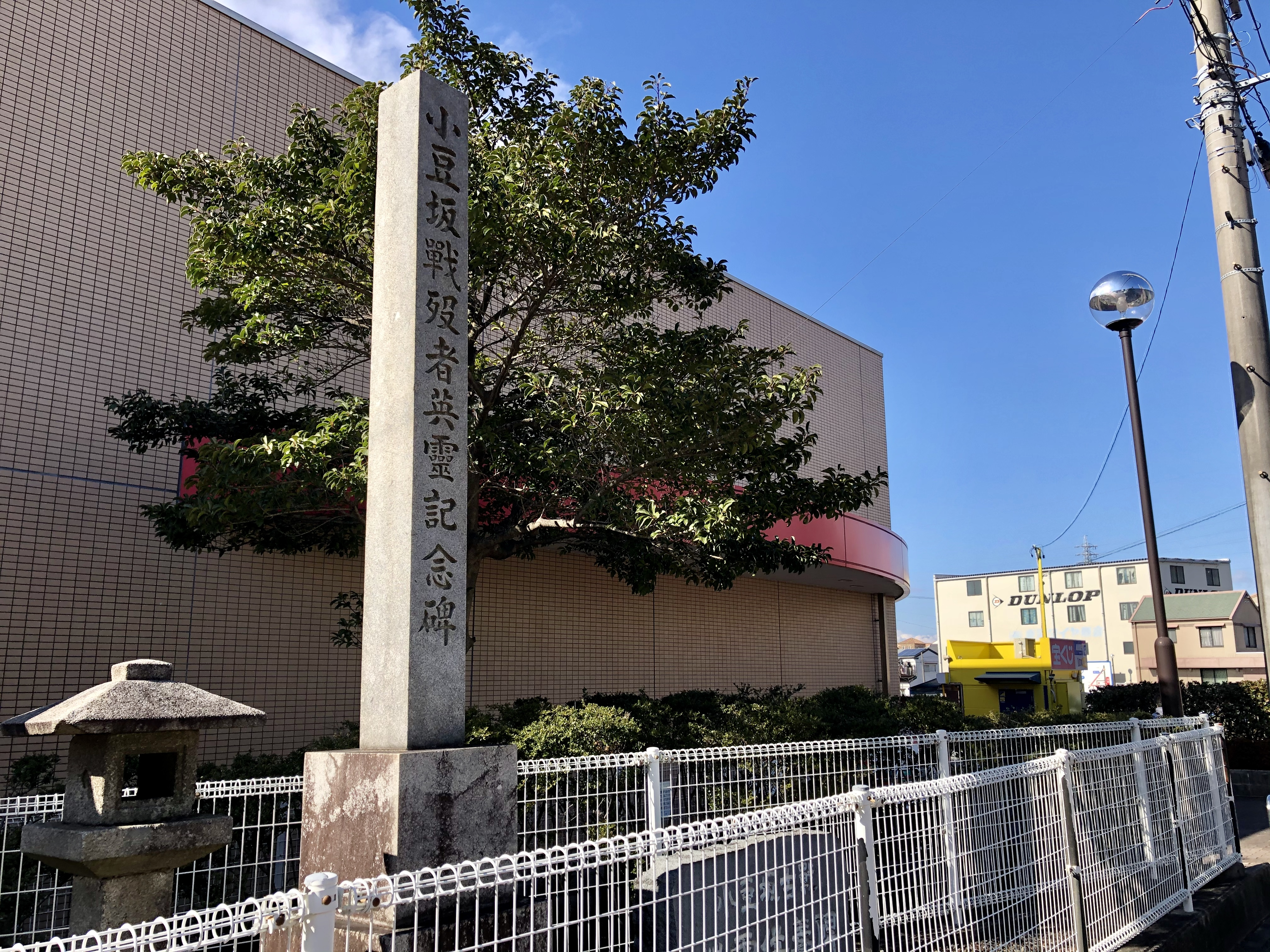
小豆坂戦歿者英霊記念碑

- 小豆坂第1号墳
- 小豆坂第2号墳
- 小豆坂戦歿者英霊記念碑[12]

## 施設
- みくりや公園
- 不吹町町民館
- 岡崎自動車学校
- 岡崎不吹郵便局
- フィールニュース店
- カーディガン花水木A
- カーディガン花水木B

## 交通
道路
- 愛知県道26号岡崎環状線（竜東メーンロード）

## その他

### 日本郵便
- 郵便番号 : 444-0817[4]（集配局：岡崎郵便局[13]）。

## 参考資料
- 「角川日本地名大辞典」編纂委員会 編『角川日本地名大辞典 23 愛知県』角川書店、1989年3月8日。ISBN 4-04-001230-5。
- 有限会社平凡社地方資料センター 編『日本歴史地名体系第23巻 愛知県の地名』平凡社、1981年。ISBN 4-582-49023-9。